# Miradouro da Rua Longa
O Miradouro da Rua Longa localiza-se no sítio da Rua Longa, freguesia dos Biscoitos, concelho da Praia da Vitória, ilha Terceira, Região Autónoma dos Açores, em Portugal.

## História
Foi construído em 1992, acima do Oratório da Rua Longa, por iniciativa da Junta de Freguesia dos Biscoitos com o apoio da Secretaria Regional do Turismo e Ambiente e da Secretaria Regional da Agricultura e Pescas.
Oferece uma ampla panorâmica de quase toda a freguesia, na costa Norte da ilha.